# 滋養
| ウィキペディアには「滋養」という見出しの百科事典記事はありません（タイトルに「滋養」を含むページの一覧/「滋養」で始まるページの一覧）。 代わりにウィクショナリーのページ「滋養」が役に立つかもしれません。 |